# Stephen McKinley Henderson
Stephen McKinley Henderson, född 31 augusti 1949 i Kansas City, Missouri, är en amerikansk skådespelare.

## Filmografi (i urval)
- 1995–2010 – I lagens namn (TV-serie) (TV-serie)
- 2000 – Tredje skiftet (TV-serie)
- 2008 – New Amsterdam (TV-serie, 2008) (TV-serie)
- 2011 – Extremt högt och otroligt nära
- 2012 – Blue Bloods (TV-serie)
- 2012 – The Newsroom (TV-serie)
- 2012 – Lincoln
- 2012 – Elementary (TV-serie)
- 2016 – Manchester by the Sea
- 2016 – Fences
- 2017 – Lady Bird
- 2018 – The Blacklist (TV-serie)
- 2021 – Dune (film, 2021)
- 2023 – Beau Is Afraid
- 2024 – Dune: Part Two